# جاك زيفيتش
جاك زيفيتش (بالإنجليزية: Jack Zivic)‏ (23 يونيو 1903 – 22 مايو 1973) هو ملاكم أمريكي راحل، مثّل بلاده في الألعاب الأولمبية الصيفية 1920.

## روابط خارجية
جاك زيفيتش على موقع بوكس ريك (الإنجليزية) (registration required)
- جاك زيفيتش على موقع أوليمبيديا (الإنجليزية)